# Апостольский нунций в Болгарии
Апостольский нунций в Республике Болгария — дипломатический представитель Святого Престола в Болгарии. Данный дипломатический пост занимает церковно-дипломатический представитель Ватикана в ранге посла. Апостольская нунциатура в Болгарии была учреждена на постоянной основе 29 сентября 1931 года, после установления дипломатических отношений между Святым Престолом и Болгарией. в контексте Латеранских соглашений о создании государства-града Ватикан. Её штаб-квартира находится в Софии.
В настоящее время Апостольским нунцием в Болгарии является архиепископ Лучано Суриани, назначенный Папой Франциском 13 мая 2022 года.

## История
Апостольская нунциатура в Болгарии, в качестве постоянной Апостольской делегатуры, была учреждена в 29 сентября 1931 года, после установления дипломатических отношений между Святым Престолом и Болгарией, в контексте Латеранских соглашений о создании государства-града Ватикан. Первый апостольским делегатом Святого Престола в Болгарии был монсеньор Анджело Джузеппе Ронкалли — будущий папа римский Иоанн XXIII.
Апостольская делегатура в Болгарии просуществовала до 1945 года, когда коммунистическое правительство разорвало дипломатические отношения между Святым Престолом и Болгарией, после смерти апостольского нунция. Дипломатические отношения между Святым Престолом и Болгарией были восстановлены в 1991 году, после падения коммунистического режима в Болгарии.

## Апостольские нунции в Болгарии
- Анджело Джузеппе Ронкалли — (16 октября 1931 — 30 ноября 1934 — назначен апостольским делегатом в Греции и Турции);
- Джузеппе Маццоли — (15 декабря 1934 — 8 декабря 1945);
  - Дипломатические отношения разорваны (1945—1991);
- Марио Рицци — (28 февраля 1991 — 1996);
- Бласку Франсишку Колласу — (13 апреля 1996 — 24 мая 2000 — назначен апостольским нунцием в ЮАР);
- Антонио Меннини — (8 июля 2000 — 6 ноября 2002 — назначен апостольским нунцием в России);
- Джузеппе Леанца — (22 февраля 2003 — 22 февраля 2008 — назначен апостольским нунцием в Ирландии);
- Януш Болонек — (24 мая 2008 — 25 апреля 2014, в отставке);
- Ансельмо Гвидо Пекорари — (25 апреля 2014 — 31 декабря 2021, в отставке);
- Лучано Суриани — (13 мая 2022 — по настоящее время).